# Beta Comae Berenices
Beta Comae Berenices (β Com / 43 Com / HD 114710) es la estrella más brillante de la constelación de Cabellera de Berenice, con magnitud aparente +4,23. Relativamente próxima al sistema solar, se encuentra a solo 29,9 años luz de distancia.
La estrella conocida más cercana a ella es GJ 3801, distante 4,5 años luz.
Beta Comae Berenices es una enana amarilla no muy distinta del Sol cuyo tipo espectral es G0V. Con una temperatura efectiva de 6000 K, es unos 280 K más caliente que el Sol, siendo un 37% más luminosa que este. Su parámetros de masa y diámetro son un 10% mayores que los del Sol. Su metalicidad —medida por el contenido de hierro en relación con el de hidrógeno— parece ser mayor que la solar, en torno a un 7%. Con una velocidad de rotación doble que la del Sol, presenta también actividad magnética, incluyendo erupciones y manchas estelares, en un ciclo de 16,6 años y un posible ciclo secundario de 9,6 años. Aunque más joven que el Sol, no hay acuerdo sobre su edad, que según la fuente consultada puede ser de 1700, 4100 o 4400 millones de años.
Beta Comae Berenices puede tener una compañera estelar próxima, detectada solo por espectroscopia, que no ha sido confirmada. Estudios llevados a cabo mediante la técnica de velocidad radial no han detectado planetas a su alrededor.